# 拜特龍區

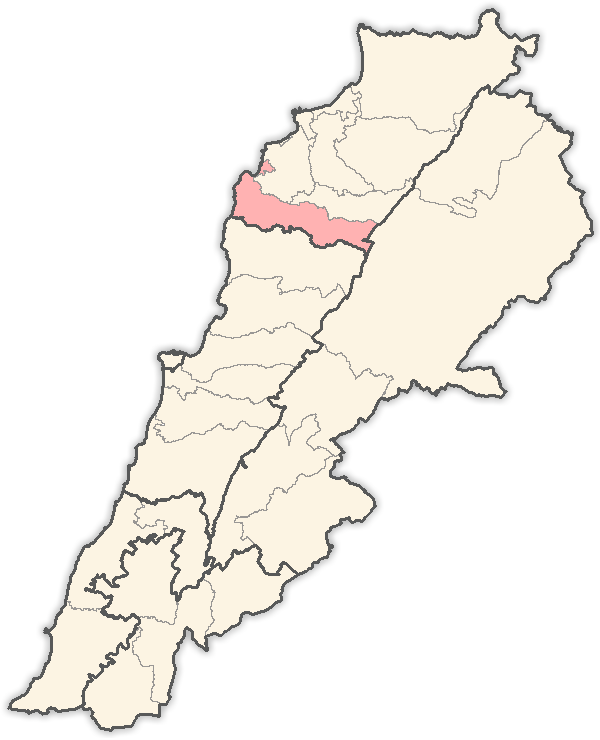

34°15′N 35°39′E / 34.250°N 35.650°E
拜特龍區（阿拉伯语：‎）是黎巴嫩北部省的區份，位於該國西北部，首府設於拜特龍，面積287平方公里，2008年人口35,000，人口密度每平方公里122人。